# Autar Singh Paintal
Autar Singh Paintal (ur. 24 września 1925 w Mogok, zm. 21 grudnia 2004 w Delhi) – indyjski fizjolog. Zajmował się głównie neurobiologią i fizjologią oddychania.
Studiował w Lucknow Medical College i na Uniwersytecie Edynburskim. Potem powrócił do Indii, gdzie pracował w All India Institute of Medical Sciences (AIIMS) w Nowym Delhi. Został dyrektorem Vallabhai Patel Chest Institute w Delhi i dyrektorem generalnym Indian Council of Medical Research (ICMR).